# Муштра (фильм)
«Муштра» (англ. Cadence) — художественный фильм. Существуют варианты русского перевода — «Дисбат» и «Гауптвахта». Дебют Мартина Шина в качестве режиссёра. Премьера в кинотеатрах Великобритании состоялась 23 ноября 1990 года, в США — в январе 1991-го. В основе сюжета — роман Гордона Уивера «Марш идущих не в ногу» (англ. Count a Lonely Cadence).

## Сюжет
Западная Германия времён «Холодной войны». Молодой и пылкий американский солдат — Фрэнклин Бин — учиняет дебош в баре, узнав о смерти своего отца, и по приговору военного трибунала попадает на 90 дней в специальное исправительное заведение (нечто среднее между тюрьмой и штрафбатом). Тут ему предстоят два суровых испытания. Первое — в лице командира, садиста-задиры, сержанта Маккини. Второе ему устраивают остальные его «товарищи по несчастью» — чернокожие заключённые, подвергающие его жёсткой проверке.

## Интересные факты
- В качестве строевой песни исполняется «Chain Gang» Сэма Кука.

## В ролях
- Чарли Шин — рядовой Фрэнклин Бин
- Лоренс Фишберн — рядовой Рузвельт Стокс
- Мартин Шин — старший сержант Олтис Маккини
- Джеймс Маршалл — капрал Гарольд Ламар
- Блу Манкума — Юджин «Ложечник» Брайс
- Майкл Бич — Уэбб
- Дон С. Дэвис — Хейг
- Рорк Критчлоу — Брукс
- Джей Бразо — мистер Вито
- Брент Стейт — сотрудник военной полиции
- Лохлин Манро — бармен